# Embraer E-Jet
Embraer E-Jet — сімейство двомоторних вузькофюзеляжних пасажирських літаків середньої дальності виробництва бразильської компанії Embraer. Включає в себе 4 модифікації: E-170, E-175, E-190 і E-195. E-Jet вперше був представлений на авіасалоні в Ле Бурже у 1999 році. Серійне виробництво почалося з 2002 року.

## Замовлення і постачання

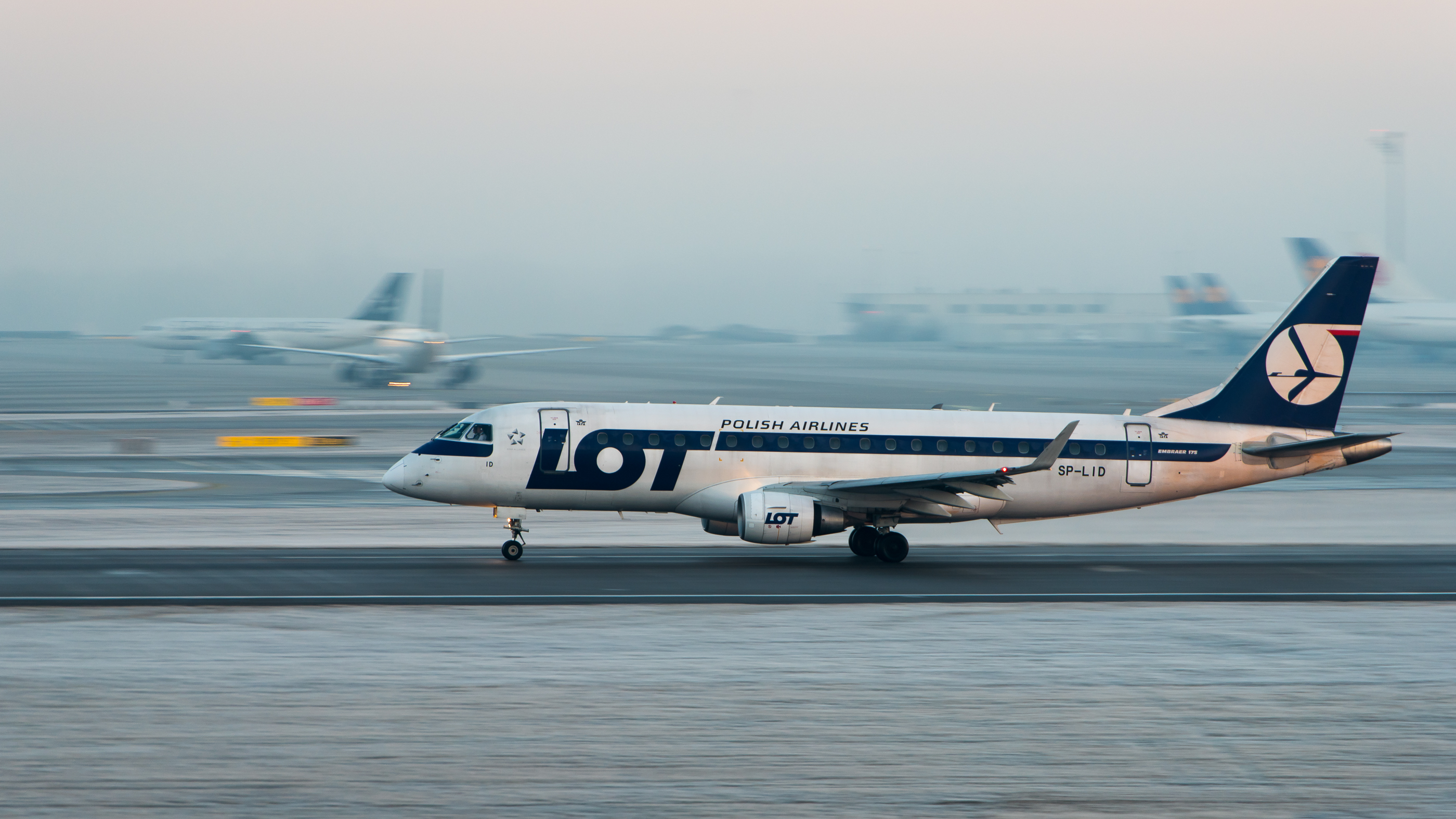
E-175 авіакомпанії LOT

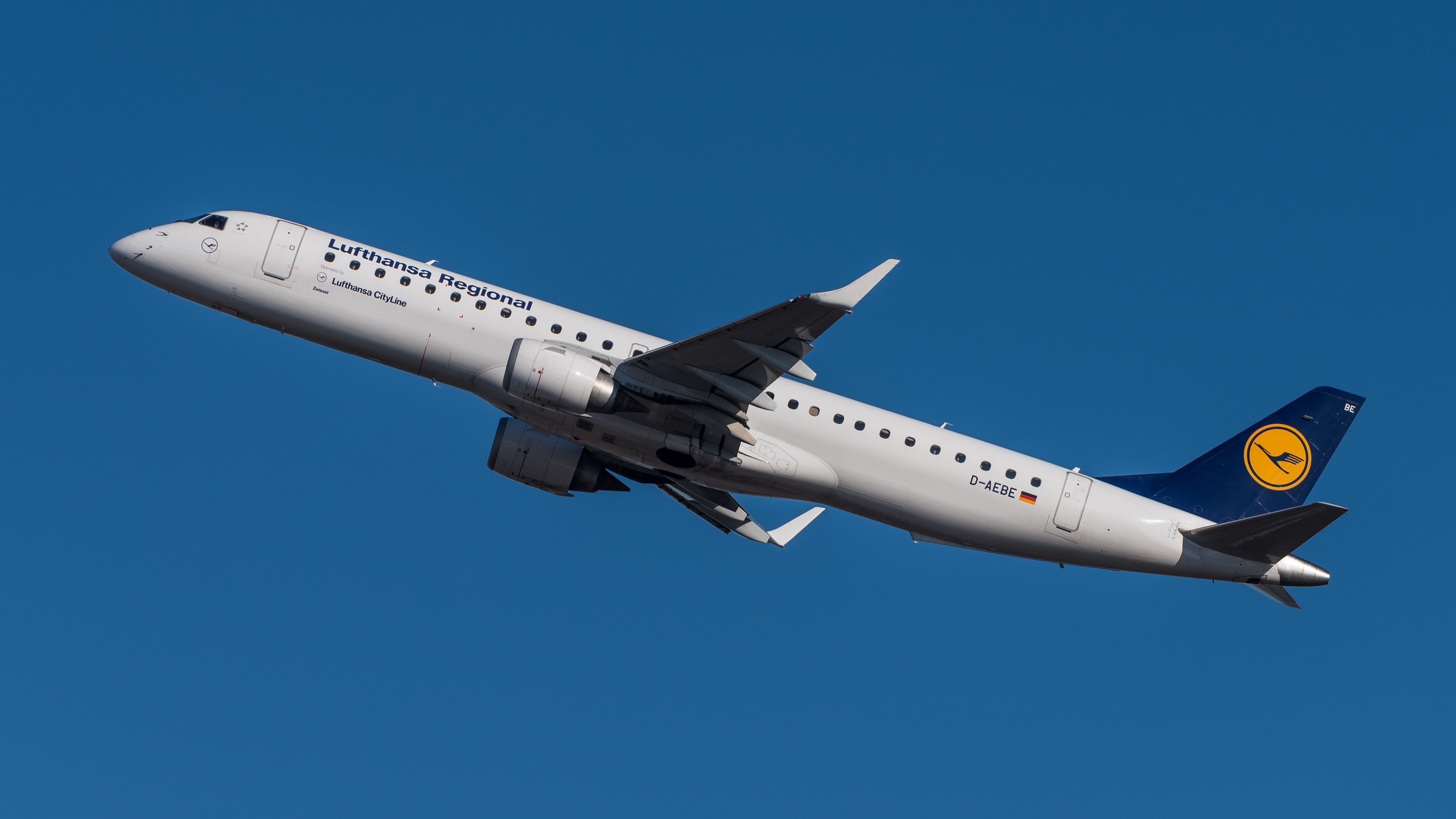
E-195LR авіакомпанії Lufthansa

Конкурентна каталожна вартість і простота в експлуатації літаків сімейства E-Jet забезпечили зростання продажів лайнерів цього типу на 28% в 2011 році в порівнянні з попереднім роком.
Станом на 11 січня 2012 Embraer поставив 802 лайнера сімейства E-Jet, маючи при цьому опціони на поставку ще 695 машин. Сукупні невиконані замовлення становлять 249 літаків, більшість з яких припадає на популярний у авіакомпаній Embraer 190.

## Характеристики
| Екіпаж                           | 2                                                           | 2                                                           | 2                                                           | 2                                                           |
| Модель                           | E170                                                        | E175                                                        | E190                                                        | E195                                                        |
| Однокласне компонування          | 72@32" - 78@30-33"                                          | 78@32" - 88@29"                                             | 100@31/32" - 114@29/30”                                     | 116@31/32" - 124@29-31"                                     |
| Двокласне компонування           | 66 (6F@40", 60Y@32")                                        | 76 (12F@36", 64Y@31")                                       | 96 (8F@38", 88@31")                                         | 100 (12F@42", 88Y@33")                                      |
| Висота Х Ширина                  | 2,00 м × 2,74м                                              | 2,00 м × 2,74м                                              | 2,00 м × 2,74м                                              | 2,00 м × 2,74м                                              |
| Розміри                          | E170                                                        | E175                                                        | E190                                                        | E195                                                        |
| Довжина                          | 29,90 м                                                     | 31,68 м                                                     | 36,24 м                                                     | 38,65 м                                                     |
| Розмах крил                      | 26,00 м                                                     | 26,00 м                                                     | 28,72 м                                                     | 28,72 м                                                     |
| Площа крил                       | 72,72 м²                                                    | 72,72 м²                                                    | 92,53 м²                                                    | 92,53 м²                                                    |
| Стрілоподібність                 | 9.3                                                         | 9.3                                                         | 8.91                                                        | 8.91                                                        |
| Висота                           | 9,85 м                                                      | 9,86 м                                                      | 10,57 м                                                     | 10,55 м                                                     |
| МЗМ                              | 38600 кг                                                    | 40370 кг                                                    | 51800 кг                                                    | 52290 кг                                                    |
| Робоча маса                      | 21,141kg / 46,608lb                                         | 21,890kg / 48,259lb                                         | 27,837kg / 61,370lb                                         | 28,667kg / 63,200lb                                         |
| Макс завантаження                | 9,759kg / 21,515lb                                          | 10,110kg / 22,289lb                                         | 13,063kg / 28,800lb                                         | 13,933kg / 30,716lb                                         |
| Макс обсяг пального              | 9,335kg / 20,580lb                                          | 9,335kg / 20,580lb                                          | 12,971kg / 28,596lb                                         | 12,971kg / 28,596lb                                         |
| Силові агрегати                  | E170 / E175                                                 | E170 / E175                                                 | E190 / E195                                                 | E190 / E195                                                 |
| Двигуни                          | 2× GE CF34-8E                                               | 2× GE CF34-8E                                               | 2× GE CF34-10E                                              | 2× GE CF34-10E                                              |
| Тяга                             | 2×63 кН                                                     | 2×63 кН                                                     | 2×89 кН                                                     | 2×89 кН                                                     |
| Продуктивність                   | E170                                                        | E175                                                        | E190                                                        | E195                                                        |
| Макс. швидкість/стеля            | Mach .82 (470 kn; 871 km/h; 541 mph) @ 41,000 ft (12,000 m) | Mach .82 (470 kn; 871 km/h; 541 mph) @ 41,000 ft (12,000 m) | Mach .82 (470 kn; 871 km/h; 541 mph) @ 41,000 ft (12,000 m) | Mach .82 (470 kn; 871 km/h; 541 mph) @ 41,000 ft (12,000 m) |
| Крейсерська швидкість            | Mach .75 (430 kn; 797 km/h; 495 mph)                        | Mach .75 (430 kn; 797 km/h; 495 mph)                        | Mach .78 (447 kn; 829 km/h; 515 mph)                        | Mach .78 (447 kn; 829 km/h; 515 mph)                        |
| Дальність                        | 3982 км                                                     | 4074 км                                                     | 4537 км                                                     | 4260 км                                                     |
| Злітний пробіг (МЗМ, МСА, SL)    | 1644 м                                                      | 2244 м                                                      | 2100 м                                                      | 2179 м                                                      |
| Посадковий пробіг (МПМ, МСА, SL) | 1241 м                                                      | 1261 м                                                      | 1244 м                                                      | 1275 м                                                      |

## Втрати літаків
Станом на 18 січня 2011 року було втрачено 2 машини даного типу.
| Дата       | Бортовий номер                        | Місце               | Жертви | Короткий опис                                            |
| ---------- | ------------------------------------- | ------------------- | ------ | -------------------------------------------------------- |
| 17.07.2007 | HK-4455 - Заводський номер - 19000076 | Санта-Марта         | 0/59   | Відхилився від осі ЗПС при посадці і з'їхав в канаву     |
| 26.08.2010 | B-3130 - Заводський номер - 19000223  | Ічунь               | 42/96  | Викотився за межі ЗПС при посадці вночі в густому тумані |
| 16.09.2011 | HC-CEZ                                | Кіто                | 0/103  | Викотився за межі ЗПС при посадці, несправні закрилкі.   |
| 29.11.2013 | C9-EMC                                | Бвабвата            | 34/34  | Свідоме знищення літака командиром з метою суїциду       |
| 31.07.2018 | XA-GAL                                | Вікторія-де-Дуранго | 0/101  | Впав на землю за кілька секунд після зльоту              |

### Схожі літаки
- Airbus A318
- ARJ21-700
- Boeing 737
- Bombardier CRJ 700/900/1000
- Mitsubishi Regional Jet
- Sukhoi Superjet 100
- Ан-148